# Bruno Grougi
Bruno Grougi (né le 26 avril 1983 à Giberville (Calvados)) est un ancien footballeur français, reconverti en entraîneur. Il est l'actuel entraîneur adjoint du Stade brestois.
Milieu de terrain, il a eu une grande importance dans l'équipe de Brest sur et en dehors des terrains. Soutenu à chacune de ses apparitions sur la pelouse du Stade Francis-Le Blé par tout un public et par son entraîneur Alex Dupont, avec qui l'association avait fait des merveilles l'année de la montée, Bruno Grougi est devenu un joueur emblématique du Stade brestois 29.

## Biographie

### Carrière de joueur
Natif de Giberville, près de Caen, ce milieu de terrain relayeur est formé au Stade Malherbe de Caen, avec lequel il dispute la finale de la Coupe Gambardella 2000-2001 en tant que maître à jouer et capitaine de son équipe,.
Sélectionné en équipe de France des moins de 17 ans puis des moins de 19 ans, il fait partie des grands espoirs du club et intègre le groupe professionnel dès 2001. Sa première saison, où il dispute 18 matchs dont plusieurs en tant que titulaire, semble prometteuse. Il se fait remarquer par une grande activité sur le terrain et des qualités techniques au-dessus de la moyenne. Pourtant il ne parvient pas à s'imposer au milieu de terrain. Lors de la saison 2003-2004 qui voit les caennais obtenir leur promotion en Ligue 1, il ne dispute quasiment aucun match après le mois de septembre. En 2004, il est prêté une saison à Cherbourg, en National, où il est titulaire. Mais à son retour dans le Calvados, Caen est redescendu en Ligue 2 et il y retrouve une place de remplaçant et joue très peu.
En fin de saison, il décide de quitter le club et signe à Clermont Foot, en National avec son coéquipier Benoît Lesoimier. Il est titulaire dans une équipe qui remporte le championnat National 2006-2007, en battant notamment le record du plus grand nombre de points marqués sur une saison, puis qui obtient de très bons résultats en Ligue 2 (malgré un budget limité), à tel point qu'une promotion en Ligue 1 semble à un moment envisageable.
Après trois saisons pleines en Auvergne, Grougi signe pour trois ans au Stade brestois, où il s'impose rapidement comme l'un des meilleurs milieux de terrain du championnat de Ligue 2. Il est notamment élu « joueur du mois de décembre 2009 ». Il compte lors de la saison 2009-2010 10 buts et 10 passes décisives (3e passeur de Ligue 2).
Il débute en Ligue 1 avec le Stade brestois lors de la saison 2010-2011, apparaissant pour la première fois dans ce championnat lors de la deuxième journée face à l'AJ Auxerre. Il marque son premier but en Ligue 1 lors de la victoire brestoise à Monaco le 2 octobre 2010. À la fin de la saison, il termine meilleur buteur de son club en Ligue 1 avec 9 réalisations et a aussi réalisé 6 passes décisives.
Lors du mercato estival, il refuse les propositions de Monaco et Lens, clubs tout juste relégués en Ligue 2 et intéressés pour le recruter. Il refuse aussi une première proposition de prolongation de contrat d'un an au Stade brestois. Son transfert intéresse alors son club formateur : Caen, avec lequel il se met d'accord pour un contrat de 3 ans. Le montant demandé par le Stade brestois pour cet éventuel transfert se situerait alors entre 2 et 3 millions d'euros. Une nouvelle proposition du Stade brestois d'une prolongation de contrat de deux ans lui est faite mi-juillet. Il accepte alors cette prolongation après que Caen n'a finalement offert que 800 000 euros pour le recruter et n'a pas souhaité négocier au-delà,.
Le 16 juillet 2018, il met un terme à sa carrière professionnelle. Il continue tout de même sa carrière de footballeur au sein de la Saint-Pierre Milizac, club régional évoluant au niveau R2. Le club sera promu en R1 à la suite de l'arrêt du championnat en 2020. En parallèle, il commence une formation du Brevet d'Entraîneur de Football (BEF), soutenu par le Stade brestois. Il devient simultanément adjoint de Jean-Marc Furlan lors de la saison 2018-2019.

### Carrière d'entraîneur
À l'intersaison 2021, il devient entraîneur de la réserve du Stade brestois, qui évolue en National 3. En juin 2021, après un an de formation au CNF Clairefontaine, il est diplômé du Diplôme d'État supérieur de la jeunesse, de l'éducation populaire et du sport (DESJEPS) mention football.
À la suite des mauvais résultats de l'équipe première et de l'éviction de Michel Der Zakarian, il est nommé à sa tête mi-octobre 2022, accompagné de Julien Lachuer (entraîneur des gardiens) et Yvan Bourgis (préparateur physique). Alors nommés pour assurer l'intérim jusqu'à la trêve liée à la Coupe du Monde, le trio parvient à redresser la barre dans les têtes et sur le plan comptable. Donnant satisfaction, il est toujours présent à la reprise du championnat le 28 décembre bien qu'aucun d'eux ne soit titulaire du Brevet d'entraîneur professionnel de football (BEPF).

## Palmarès
- Champion de France de National en 2007 avec le Clermont Foot
- Finaliste de la Coupe Gambardella en 2001 avec le SM Caen
- Vice champion de Ligue 2 en 2010 avec le Stade brestois 29

## Statistiques
| Saison                | Club                  | Championnat           | Championnat | Championnat | Championnat | Coupe nationale | Coupe nationale | Coupe nationale | Coupe de la Ligue | Coupe de la Ligue | Coupe de la Ligue | Play-offs | Play-offs | Play-offs | Martinique | Martinique | Martinique | Total | Total | Total |
| Saison                | Club                  | Division              | M.          | B.          | P.d.        | M.              | B.              | P.d.            | M.                | B.                | P.d.              | M.        | B.        | P.d.      | M.         | B.         | P.d.       | M.    | B.    | P.d.  |
| 2001-2002             | SM Caen               | Division 2            | 17          | 0           | 0           | 2               | 0               | 0               | 1                 | 0                 | 0                 | -         | -         | -         | -          | -          | -          | 20    | 0     | 0     |
| 2002-2003             | SM Caen               | Ligue 2               | 10          | 0           | 0           | 1               | 0               | 0               | -                 | -                 | -                 | -         | -         | -         | -          | -          | -          | 11    | 0     | 0     |
| 2003-2004             | SM Caen               | Ligue 2               | 6           | 0           | 0           | 1               | 0               | 0               | 1                 | 0                 | 0                 | -         | -         | -         | -          | -          | -          | 8     | 0     | 0     |
| 2004-2005             | AS Cherbourg (prêt)   | National              | 33          | 5           | 0           | 1               | 0               | 0               | -                 | -                 | -                 | -         | -         | -         | -          | -          | -          | 34    | 5     | 0     |
| Sous-total            | Sous-total            | Sous-total            | 33          | 5           | 0           | 1               | 0               | 0               | -                 | -                 | -                 | -         | -         | -         | -          | -          | -          | 34    | 5     | 0     |
| 2005-2006             | SM Caen               | Ligue 2               | 7           | 0           | 0           | 2               | 1               | 0               | -                 | -                 | -                 | -         | -         | -         | -          | -          | -          | 9     | 1     | 0     |
| Sous-total            | Sous-total            | Sous-total            | 40          | 0           | 0           | 7               | 1               | 0               | 2                 | 0                 | 0                 | -         | -         | -         | -          | -          | -          | 49    | 1     | 0     |
| 2006-2007             | Clermont Foot         | National              | 31          | 11          | 0           | 4               | 0               | 0               | 3                 | 0                 | 0                 | -         | -         | -         | -          | -          | -          | 38    | 11    | 0     |
| 2007-2008             | Clermont Foot         | Ligue 2               | 38          | 3           | 0           | 2               | 1               | 0               | 1                 | 0                 | 0                 | -         | -         | -         | -          | -          | -          | 41    | 4     | 0     |
| 2008-2009             | Clermont Foot         | Ligue 2               | 32          | 5           | 4           | 2               | 1               | 0               | 1                 | 0                 | 0                 | -         | -         | -         | -          | -          | -          | 35    | 6     | 4     |
| Sous-total            | Sous-total            | Sous-total            | 101         | 19          | 4           | 8               | 2               | 0               | 5                 | 0                 | 0                 | -         | -         | -         | -          | -          | -          | 114   | 21    | 4     |
| 2009-2010             | Stade brestois 29     | Ligue 2               | 36          | 10          | 10          | 3               | 0               | 0               | 1                 | 0                 | 0                 | -         | -         | -         | -          | -          | -          | 40    | 10    | 10    |
| 2010-2011             | Stade brestois 29     | Ligue 1               | 33          | 9           | 6           | 2               | 1               | 0               | 1                 | 0                 | 0                 | -         | -         | -         | -          | -          | -          | 36    | 10    | 6     |
| 2011-2012             | Stade brestois 29     | Ligue 1               | 34          | 9           | 5           | 1               | 0               | 0               | 1                 | 0                 | 0                 | -         | -         | -         | -          | -          | -          | 36    | 9     | 5     |
| 2012-2013             | Stade brestois 29     | Ligue 1               | 30          | 1           | 1           | 3               | 0               | 0               | -                 | -                 | -                 | -         | -         | -         | -          | -          | -          | 33    | 1     | 1     |
| 2013-2014             | Stade brestois 29     | Ligue 2               | 32          | 9           | 2           | 2               | 0               | 0               | 1                 | 0                 | 0                 | -         | -         | -         | -          | -          | -          | 35    | 9     | 2     |
| 2014-2015             | Stade brestois 29     | Ligue 2               | 31          | 5           | 2           | 4               | 1               | 0               | 1                 | 1                 | 0                 | -         | -         | -         | -          | -          | -          | 36    | 7     | 2     |
| 2015-2016             | Stade brestois 29     | Ligue 2               | 30          | 1           | 1           | 2               | 0               | 0               | 1                 | 0                 | 0                 | -         | -         | -         | -          | -          | -          | 33    | 1     | 1     |
| 2016-2017             | Stade brestois 29     | Ligue 2               | 29          | 3           | 2           | 3               | 0               | 0               | 2                 | 0                 | 0                 | -         | -         | -         | 2          | 1          | 0          | 36    | 4     | 2     |
| 2017-2018             | Stade brestois 29     | Ligue 2               | 21          | 3           | 0           | 1               | 0               | 0               | 1                 | 0                 | 0                 | 1         | 0         | 0         | 1          | 0          | 1          | 25    | 3     | 1     |
| Sous-total            | Sous-total            | Sous-total            | 276         | 50          | 29          | 21              | 2               | 0               | 9                 | 1                 | 0                 | 1         | 0         | 0         | 3          | 1          | 1          | 310   | 54    | 30    |
| Total sur la carrière | Total sur la carrière | Total sur la carrière | 450         | 74          | 33          | 36              | 5               | 0               | 16                | 1                 | 0                 | 1         | 0         | 0         | 3          | 1          | 1          | 506   | 81    | 34    |

## Distinctions
- Sélectionné en équipe de France des moins de 19 ans et moins de 17 ans
- Premier match professionnel : Grenoble Foot 38 - SM Caen (4-3), le 28 juillet 2001 (à 18 ans)
- Trophée UNPF du joueur du mois de Ligue 2 en décembre 2009
- Personnalité 2011 du pays de Brest[17]